# Cinética musical
Cinética Musical (do grego kine = movimento), também chamada de agógica (ou agoge) é a parte da música que estuda a velocidade ou andamento com que cada peça musical deve ser executada. 
Etimologicamente, o termo agógica tem as suas raízes no verbo grego ágo que significa conduzir, andar, levar. Contudo, este termo, como hoje nós o conhecemos, foi criado pelo musicólogo alemão Karl Wilhelm Julius Hugo Riemann (1849-1919), em 1884, e que designa as flutuações de tempo introduzidas na execução de uma composição musical, com o fim de deixar uma margem de expressão ao intérprete. 
Ao escreverem a  partitura, compositores utilizam termos técnicos em italiano de acepção universal.  As indicações de andamento mais corriqueiras, do mais lento para o mais rápido, são as seguintes:
- Gravissimo: Menos de 40 batidas por minuto (bpm). Extremamente lento.
- Grave: de 40 a 48 bpm. Muito lento; grave; sério; demasiadamente vagaroso;
- Largo: de 48 a 58 bpm. Lento, muito vagaroso;
- Larghetto: de 59 a 65 bpm. Um pouco mais rápido que o largo
- Adagio: de 66 a 72 bpm. Devagar; calmo; lentamente
- Andante: de 73 a 107 bpm. Em passo tranquilo; andando
- Moderato: de 108 a 115 bpm. Velocidade moderada; moderadamente.
- Allegretto: de 116 a 119 bpm. Mais rápido que o moderato e mais lento que allegro
- Allegro: de 120 a 139 bpm. Depressa; rápido
- Vivace: de 140 a a 154 bpm. Vivo; com vivacidade;
- Vivacissimo: de 155 a a 168 bpm. Vivo; com vivacidade;
- Presto: de 169 a 180 bpm. Muito depressa; muito rápido
- Prestissimo: de 200 bpm até velocidades superiores. O mais depressa possível

As marcações de tempo em bpm podem ser obtidas com auxílio de um metrônomo, um relógio especialmente construído para definir uma pulsação constante. Os valores associados a cada andamento são apenas de referência. Alguns compositores podem definir valores diferentes. Por exemplo, não é incomum que em uma partitura o allegro seja definido com 120 bpm.
A indicação de tempo accelerando ou stringendo significa que um trecho musical deve começar lento e ir aumentando gradativamente de velocidade até ficar rápido; o contrário é ritardando ou rallentando.

## Exemplos
Se ouvirmos o segundo movimento Concerto para piano e orquestra, nº 5, em mi bemol maior (1809, op. 73), de Ludwig van Beethoven, verificaremos que a velocidade com que a música é interpretada é efetivamente lenta: é um Adagio un poco mosso. Porém, se examinarmos a agógica da Abertura da ópera Ruslan e Ludmila, de Mikhail Ivanovich Glinka (1804-1857), verificaremos que a velocidade dessa peça orquestral é rápida: é um Presto.